# راپا (لهستان)
راپا (به لهستانی:  Rapa) یک روستا در لهستان است که در گمینا بانگه مازورسکیه واقع شده‌است.